# Liste der deutschen Botschafter in Dschibuti
Die Liste der deutschen Botschafter in Dschibuti enthält die Botschafter der Bundesrepublik Deutschland in Dschibuti.
Dschibuti und die Bundesrepublik Deutschland haben am 23. Januar 1978 diplomatische Beziehungen aufgenommen.
Die deutsche Botschaft in Dschibuti wurde 2010 eröffnet. Der Diplomat Jörg Kinnen, der  von Februar 2010 bis Juni 2010  erster Deutscher Geschäftsträger ad interim mit Sitz in Dschibuti  war, bereitete die Eröffnung der deutschen Botschaft vor. Der Diplomat Dietmar Anton Bock wurde erster deutscher Botschafter mit Dienstsitz in Dschibuti.
Zuvor waren in der Regel die deutschen Botschafter in Jemen für Dschibuti doppelakkreditiert. Für die konsularischen Beziehungen ist weiterhin die deutsche Botschaft im äthiopischen Addis Abeba zuständig.
Dschibuti plant, in Kürze eine Botschaft in Berlin zu eröffnen. Bislang werden die Beziehungen zu Deutschland über die Botschaft Dschibutis in Paris wahrgenommen werden.
| Name               | Amtszeit         |
| ------------------ | ---------------- |
| Dietmar Anton Bock | 2010–2013        |
| Wolfgang Piecha    | 2013–2016        |
| Volker Berresheim  | 2016–2018        |
| Anke Holstein      | 2018–2020        |
| Michael Häusler    | 2020–2022        |
| Heike Fuller       | seit August 2022 |